# La Grande Veillée
La Grande Veillée est une émission de télévision mettant en vedette la musique traditionnelle et folklorique de l'Amérique du Nord francophone. Diffusée pour la première fois le 10 décembre 2022 sur  ICI ARTV, cette série compte 12 épisodes d'une heure. Animateur Stéphane Archambault et l'orchestre de maison accueillent plusieurs artistes qui explorent et partagent leur style de musique traditionnelle avec des airs cajun, folk, blues, rigodon et zydeco. La Grande Veillée est une coproduction de Connections Productions et de Productions l'Entrepôt.

## Synopsis
L'animateur Stéphane Archambault réunit des artistes invités de l'Amérique du Nord francophone dans une ambiance festive de partage musical. Avec un répertoire d'airs traditionnels, folkloriques et néo-trad ainsi que des compositions originales aux racines celtiques et mondiales puisant dans des styles tels que le country, le cajun, le folk, le blues et parfois même le punk rock, plusieurs prestations musicales animées sont au rendez-vous. Les histoires derrière les chansons et les échanges spontanés et sincères entre les musiciens venant du Québec, du nord-est des États-Unis, de la Louisiane, du Nouveau-Brunswick, de la Nouvelle-Écosse et de la Saskatchewan mettent en valeur leurs talents influencés par la musique écossaise, irlandaise, française et acadienne. Les instruments comprennent le violon, la mandoline, la guitare, la contrebasse, le violoncelle, le bouzouki, l'harmonica, les percussions corporelles, la podorythmie et de harmonies vocales qui se combinent pour créer une atmosphère unique de musique et de chant.

## Animateur
Auteur-compositeur-interprète au sein du groupe Mes Aïeux, l'animateur Stéphane Archambault s'est abondamment inspiré de la musique traditionnelle et folk. Connu pour son rôle d'acteur dans le téléroman québécois, 4 et demi…, Archambault apporte son humour contagieux et son énergie débordante à l'écran alors qu'il rencontre des musiciens et compare les influences de leur style particulier de musique traditionnelle.

## Orchestre maison
Les membres de l'orchestre maison sont: 
- Joe Grass - chef d'orchestre et multi-instrumentiste

- Phillippe Melanson - batteur et percussionniste

- Morgan Moore - basse et contrebasse

## Épisodes

### Première saison (2022 - 2023)
1. É.T.É. et Suroît
2. Les Grands Hurleurs et Les Tireux d'Roches
3. Yves Lambert, Mary Beth Carty, Dominique Dupuis et Les Gars Du Nord
4. De Temps Antan et La Patente
5. Cy et Les Chercheurs d’Or
6. Cédric Dind-Lavoie et Bon Débarras
7. The Revelers et Dans l’Shed
8. Veranda et Les Fireflies
9. Les sœurs Campagne et Genticorum
10. Les Bluecharms et Grosse Isle
11. Sirène et Matelot, Vishtèn et The East Pointers
12. Yves Lambert et Le Vent du Nord

### Deuxième saison (2023 - 2024)[5]
1. Galant, tu perds ton temps et Les chauffeurs à pied
2. Le Diable à cinq et Mocassins volants
3. Les grands hurleurs et Les Muses
4. Roger Dallaire, Daniel Gervais et La Grand’ Débâcle
5. Gadelle et Michel Lalonde
6. Chicouté et Baragwin
7. Bodh'aktan, Nicolas Boulerice et Frédéric Samson
8. Simply Blue, Margaret Tracteur et Les faucheuses fauchées
9. Hommage aux aînés et Beòlach
10. Dâvi Simard, Les frères Berthiaume et Réveillons
11. Cédric Watson, Nadine Landry et Stephen « Sammy » Lind
12. Bertrand Gosselin & Marie-Anne Catry et Le rêve du diable

### Troisième saison (2024 - 2025)[6]
1. La Bottine Souriante
2. La Volée d'Castors, De Temps Antan et Édith Butler
3. Lilas L'Bon Temps et Musique à bouches
4. Le Winston Band et Moyenne Rig
5. Nicolas Boulerice, Olivier Demers, Robert Deveaux et La Giroflée
6. La Déferlance et Prairie Comeau
7. Monique Jutras et Arleen Thibault
8. Zigue et Excavation & Poésie
9. T'Monde et Kavaz
10. La Famille LeBlanc et Camp Violon Trad Québec
11. Jourdan Thibodeaux et les Rôdailleurs et Les Fils du Diable
12. Spéciale Acadie: Édith Butler, Caroline Savoie, Port-Aux-Poutines, le trio Hirondelles et la famille Gallant-MacInnes[7]

## Tournage
La première saison de La Grande Veillée a été enregistrée devant un public au Théâtre l'Escaouette de Moncton, au Nouveau-Brunswick. Les saisons subséquentes ont été tournées au Casino Nouveau-Brunswick, à Moncton, au Nouveau-Brunswick.

## Fiche technique
- Titre : La Grande Veillée
- Réalisation : Marcel Gallant
- Scénario : Mélanie Léger
- Production :  Hélène Eusanio, Marcel Gallant, Chris Goguen, André Roy
- Sociétés de production : Connections Productions, Productions l'Entrepôt
- Pays d'origine :  Canada
- Langue originale : Français
- Format : couleur
- Genre : musical
- Durée : 60 minutes
- Lieux de tournage : Moncton, Nouveau-Brunswick